# Усть-Мутинское сельское поселение
Усть-Мутинское се́льское поселе́ние — муниципальное образование в Усть-Канском районе Республики Алтай Российской Федерации.
Административный центр — село Усть-Мута.

## История
Статус и границы сельского поселения установлены Законом Республики Алтай от 13 января 2005 года № 10-РЗ «Об образовании муниципальных образований, наделении соответствующим статусом и установлении их границ»

## Население
| 2010 | 2011 | 2012 | 2013 | 2014 | 2015 | 2016 |
| ---- | ---- | ---- | ---- | ---- | ---- | ---- |
| 795  | ↘793 | ↘759 | ↘728 | ↘713 | ↘692 | ↘683 |
| 2017 | 2018 | 2019 | 2020 | 2021 |      |      |
| ↗684 | ↘681 | ↘677 | ↘671 | ↗807 |      |      |

## Состав
| № | Населённый пункт | Тип населённого пункта       | Население |
| - | ---------------- | ---------------------------- | --------- |
| 1 | Усть-Мута        | село, административный центр | ↗445      |
| 2 | Келей            | село                         | ↘130      |
| 3 | Верх-Мута        | село                         | →108      |